# KTM 400 LS-E Military
Die KTM 400 LS-E Military ist ein Krad, das in der Bundeswehr ab 2003 nach und nach die Hercules K 125 BW und die Hercules K180 ersetzte. Die KTM 400 LS-E Military wurde bei der Bundeswehr ausschließlich von Feldjägern und dem Kommando Spezialkräfte verwendet. Neben der Bundeswehr wurde das Krad auch ab 2003 in den schwedischen Streitkräften sowie ab 2004 im niederländischen Heer eingesetzt. Produziert wurde das Krad von der KTM AG aus Österreich und verfügt gegenüber der zivilen Version KTM 640 LC4 Enduro über eine umfangreiche Sonderausstattung sowie technische Besonderheiten.

## Fahrgestell

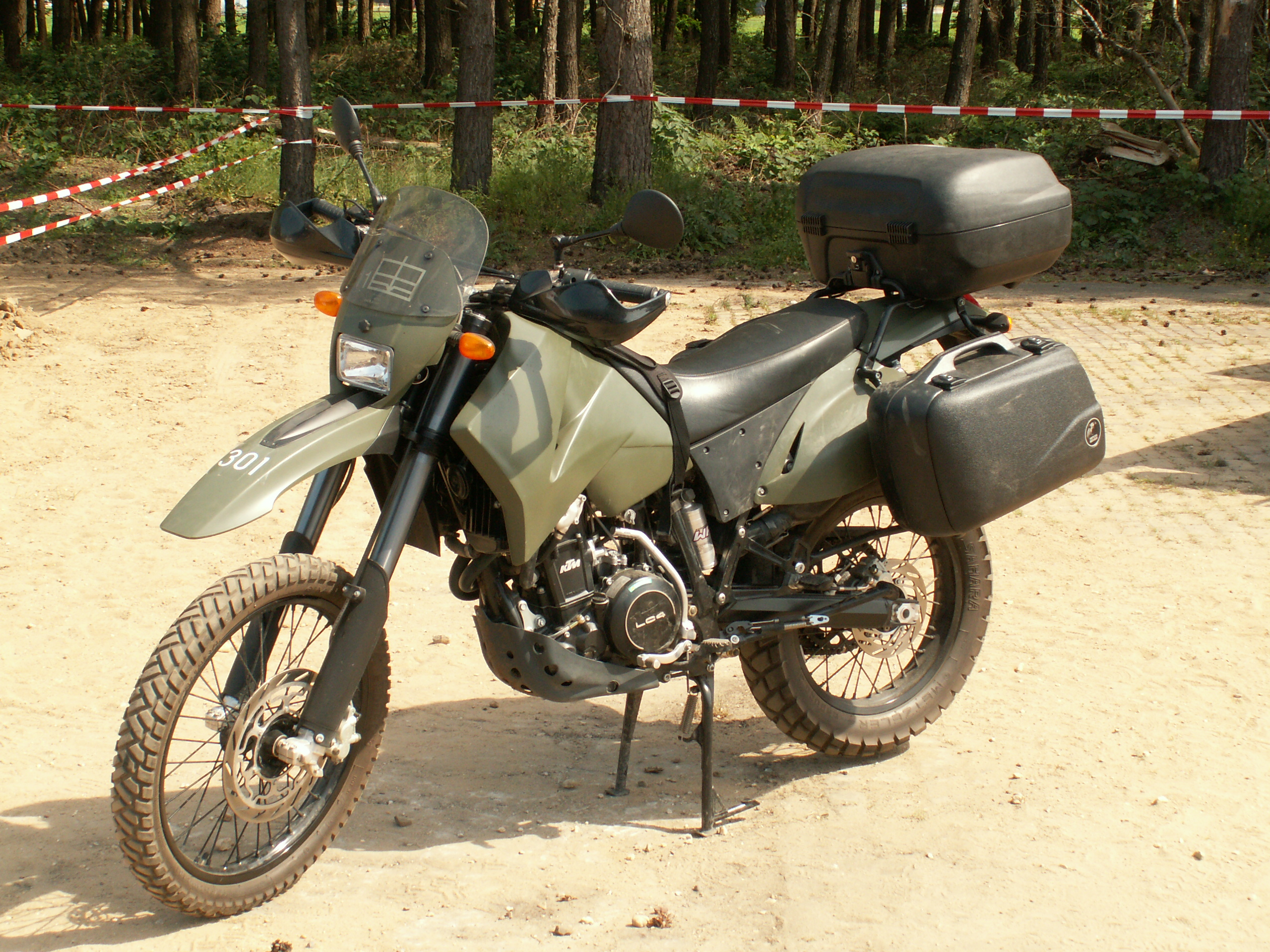
KTM 400 LS-E Mil der Sanitätskompanie der 11 Luchtmobiele Brigade

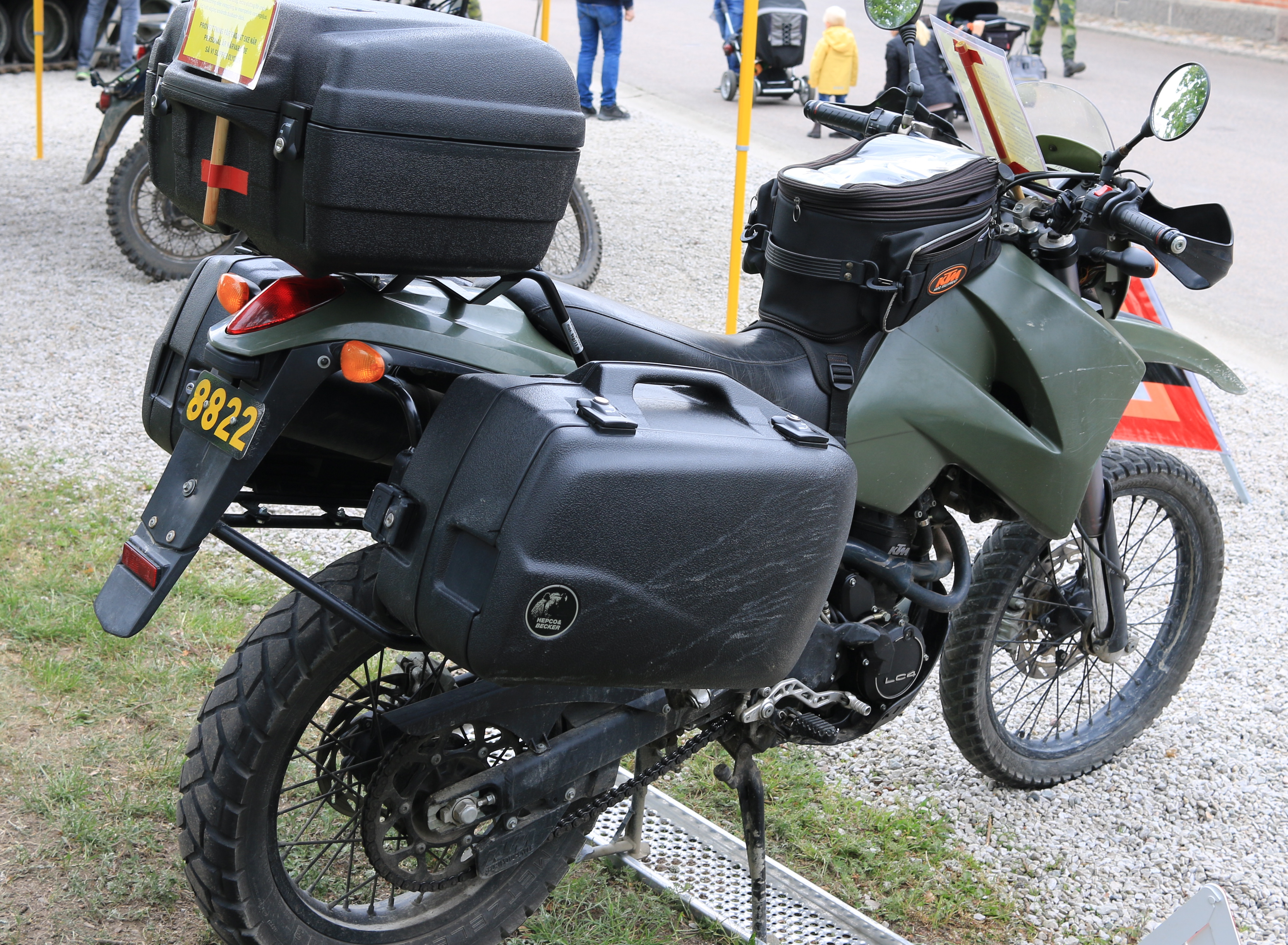
KTM 400 LS-E Mil der schwedischen Streitkräfte

Die KTM 400 LS-E Military ist eine fahrfertig 173 kg wiegende Enduro mit einem zulässigen Gesamtgewicht von 380 kg. Das Fahrzeug ist mit einem verstärkten Heckrahmen ausgestattet, um neben einem Tankrucksack das serienmäßige Koffersystem zu tragen. Der Tank fasst 19 Liter, wovon 2,5 Liter die Reserve sind. Das Fahrzeug ist werksseitig tiefergelegt, um kleineren Fahrern eine gute Beherrschung des Krads zu ermöglichen (zu Lasten der Geländegängigkeit). Das Fahrwerk bietet mit seinen in Druck- und Zugstufen einstellbaren sog. WP-Federelementen Federwege von 220 mm an der Vorder- und 240 mm an der Hinterachse; die Bodenfreiheit beträgt 290 mm (unbelastet). Die Military hat eine zweistufige Griffheizung, eine Tarnlicht-schaltung mit zusätzlichen Scheinwerfer- und Rücklichtabdeckungen und eine 12-Volt-Steckdose im Cockpit.

## Motor
Die KTM 400 LS-E Military wird von einem wassergekühlten 25 kW (34 PS) starken 1-Zylinder-Viertakt-Ottomotor mit 398 cm³ Hubraum angetrieben. Der Motor ist ein modifizierter KTM LC4-Motor, dessen Hubraum von 625 cm³ auf 398 cm³ verringert wurde. Der Motor verfügt in dieser Ausbaustufe über eine Zylinderbohrung von 89 mm sowie einen Kolbenhub von 64 mm. Diese Maßnahme verleiht dem Motor eine höhere Lebensdauer und zugleich eine geringere Verdichtung von 10,3:1. Mithilfe einer separat aktivierbaren zweiten Zündkurve kann das Kraftrad auch mit Niedrigoktan-Benzin mit einer Klopffestigkeit von lediglich 80 ROZ betrieben werden. Ein zusätzlich verbauter Kondensator ermöglicht es, im Notfall den LC4-E-Motor auch ohne angeschlossene Batterie zu betreiben.